# Bundesstraße 56n
De Bundesstraße 56n (B56n) (Selfkantautobahn) is een autoweg tussen de Nederlandse grens bij Nieuwstadt en Sittard en de A46 bij Heinsberg. De weg verbindt de Nederlandse A2 bij Born via de N297 met het Duitse Autobahnstelsel. Het gehele traject is een autoweg en als driestrooksweg (1 rijstrook per rijrichting en wisselende passeerstroken) uitgevoerd met ongelijkvloerse aansluitingen. Ter hoogte van de aansluitingen heeft de weg 2×2 rijstroken en een middengeleider.
De gehele weg is op 3 mei 2017 geopend en heeft in totaal 85 miljoen euro gekost.
Tijdens de bouw van de B56n is er rekening gehouden met een latere uitbouw tot 2x2 rijstroken.
Het eerste tracé tussen de Nederlandse grens en de voormalige N274 (thans L410) is op 3 november 2008 opengesteld. In juli 2011 volgde een verlenging naar Vinteln. Dit stuk van de B56n tussen de L410 (N274) en Vinteln had een geslotenverklaring voor vrachtwagens om dit verkeer te mijden uit de omliggende dorpen.
De B56n vervangt het meest westelijke deel van de B56 tussen Sittard, Wehr, Gangelt en Geilenkirchen. Dit gedeelte is inmiddels overgedragen aan Noordrijn-Westfalen en omgenummerd naar L47. De B221 verbindt de B56n bij Heinsberg met de B56 bij Geilenkirchen.
B1 · B3 · B7 · B8 · B9 · B10 · B26 · B27 · B35 · B37 · B38 · B39 · B40 · B41 · B42 · B43 · B43a · B44 · B45 · B47 · B48 · B49 · B50 · B51 · B52 · B53 · B54 · B55 · B55a · B56 · B56n · B57 · B58 · B59 · B61 · B62 · B63 · B64 · B65 · B66 · B66n · B67 · B68 · B70 · B80 · B83 · B84 · B219 · B220 · B221 · B223 · B224 · B225 · B226 · B227 · B228 · B229 · B230 · B231 · B233 · B234 · B235 · B236 · B237 · B238 · B239 · B241 · B249 · B250 · B251 · B252 · B253 · B254 · B255 · B256 · B257 · B258 · B259 · B260 · B261 · B262 · B263 · B264 · B265 · B266 · B267 · B268 · B269 · B270 · B271 · B272 · B274 · B275 · B277a · B278 · B279 · B284 · B288 · B323 · B324 · B326 · B327 · B399 · B400 · B403 · B405 · B406 · B407 · B409 · B410 · B411 · B412 · B413 · B414 · B416 · B417 · B418 · B419 · B420 · B421 · B422 · B423 · B424 · B426 · B427 · B428 · B429 · B448 · B449 · B450 · B451 · B452 · B453 · B454 · B455 · B456 · B457 · B458 · B459 · B460 · B469 · B473 · B474 · B475 · B476 · B477 · B478 · B479 · B480 · B481 · B482 · B483 · B484 · B485 · B486 · B487 · B488 · B489 · B499 · B504 · B506 · B507 · B508 · B509 · B510 · B511 · B513 · B514 · B515 · B516 · B517 · B519 · B520 · B521 · B525 · B528 · B611